# Wapen van Chiapas
Het wapen van Chiapas werd officieel aangenomen op 3 augustus 2000, maar werd al sinds het einde van de 19e eeuw als symbool van Chiapas gebruikt. Het was eerder op 1 maart 1535 verleend aan de stad San Cristóbal de las Casas, die toen Villa Española de San Cristóbal de los Llanos de Chiapa heette.
Het wapen staat centraal in de niet-officiële vlag van Chiapas.